# Cục Tuyên huấn, Quân đội nhân dân Việt Nam
Cục Tuyên huấn trực thuộc Tổng cục Chính trị, Bộ Quốc phòng Việt Nam thành lập ngày 11 tháng 05 năm 1946 là cơ quan tham mưu giúp Thủ trưởng Tổng cục Chính trị về công tác tuyên huấn cấp chiến lược trong toàn quân.

## Lịch sử hình thành
Ngày 11 tháng 5 năm 1946, thành lập Phòng Văn hóa sau đổi thành Cục Tư tưởng Văn hóa.
Năm 2007, Cục Tư tưởng Văn hóa đổi tên thành Cục Tuyên huấn trực thuộc Tổng cục Chính trị.

## Lãnh đạo hiện nay
- Cục trưởng: Trung tướng Nguyễn Văn Đức
- Phó Cục trưởng: Thiếu tướng Nguyễn Xuân Thủy
- Phó Cục trưởng: Thiếu tướng Tống Văn Thanh
- Phó Cục trưởng: Đại tá Nguyễn Thế Mạnh

## Tổ chức
- Ban Kế hoạch tổng hợp
- Phòng Tuyên truyền cổ động
- Ban Tài chính
- Phòng Báo cáo viên số
- Phòng Giáo dục khoa học xã hội và nhân văn
- Phòng Thông tấn báo chí
- Phòng Thi đua khen thưởng
- Phòng Văn hóa văn nghệ
- Phòng Quản lý xuất bản in và phát hành
- Phòng Phát hành phim và băng hình

## Khen thưởng
- Anh hùng lực lượng vũ trang nhân dân
- Nhiều huân chương, cờ thưởng các cấp...

## Hệ thống cơ quan Tuyên huấn trong Quân đội
- Cục Tuyên huấn thuộc Tổng cục Chính trị
- Phòng Tuyên huấn thuộc các Quân khu, Quân đoàn, Quân chủng, Binh chủng, Tổng cục và tương đương.
- Ban Tuyên huấn thuộc các Sư đoàn, Lữ đoàn, Vùng Cảnh sát biển, Bộ CHQS tỉnh, thành phố trực thuộc TW, Bộ CHBP tỉnh, thành phố trực thuộc TW và tương đương.
- Trợ lý, Nhân viên Tuyên huấn thuộc các Trung đoàn, Ban chỉ huy quân sự quận, huyện, thị xã và tương đương.

## Cục trưởng qua các thời kỳ
- 1950-, Lê Liêm
- 1951-, Lê Quang Đạo, Thiếu tướng (1959), Trung tướng (1974)
- 1955-1959, Lê Chưởng, Thiếu tướng (1959)
- 1959-1965, Hoàng Minh Thi, Thiếu tướng (1974)
- 1974-1978, Phạm Hồng Cư, Trung tướng (1988), Phó Chủ nhiệm Tổng cục Chính trị (1986-1995)
- 1978-1979, Hoàng Kim, Đại tá, Thiếu tướng (1979)
- 1986-1992, Nguyễn Văn Thái, Thiếu tướng (1985), Trung tướng (1994), Phó Giám đốc về Chính trị Học viện Lục quân
- 1992-1995, Lưu Vũ Súy (1924-2007), Thiếu tướng (1985)
- 1995-2002, Phạm Hồng Thanh, Trung tướng (2004) Phó Chủ nhiệm Tổng cục Chính trị  (2002-2008)
- 2002-2010, Mai Hồng Bỉnh, Trung tướng
- 2010-2014, Nguyễn Thanh Tuấn, Trung tướng, nguyên Chủ nhiệm Chính trị Quân khu 5
- 2014-2017, Trần Hoài Trung, Thiếu tướng (2014)
- 2017-2018, Hồ Bá Vinh, Thiếu tướng, Phụ trách Cục trưởng
- 2018- nay, Nguyễn Văn Đức, Thiếu tướng (2018), Trung tướng (2022)

## Phó Cục trưởng qua các thời kỳ
- 1982-1992, Nguyễn Chính Yên, Đại tá
- Nguyễn Khắc Ngọ, Thiếu tướng (2011)
- Vũ Công Toàn, Thiếu tướng (2013), Phó Chánh Văn phòng Tổng cục Chính trị (2014-nay), nguyên là Phó Chính ủy Trường Đại học Chính trị
- 2011-2013, Trần Hoài Trung
- Nguyễn Dĩnh, Đại tá
- Nguyễn Như Bượi, Đại tá
- Trịnh Khánh Tuyền, Đại tá
- Phạm Hoa, Đại tá, Nhà văn Quân đội NDVN
- Nguyễn Nhật Kỷ, Thiếu tướng
- Nguyễn Ngọc Tương, Thiếu tướng
- 2010-2017 Nguyễn Phương Diện,Thiếu tướng (2014), nguyên Trưởng phòng Tuyên Huấn Quân Chủng PK-KQ
- 2014-2018, Hồ Bá Vinh, Thiếu tướng (2014)[7] nguyên Phó Chánh văn phòng TCCT
- 2014 -nay, Nguyễn Văn Tín, Thiếu tướng (2018) nguyên Trưởng phòng Tuyên truyền cổ động
- 2014-2019, Đinh Quang Tuấn, Đại tá
- 2017- 2018, Nguyễn Văn Đức
- 2017-2019, Nguyễn Như Trúc, Đại tá nguyên Trưởng phòng Tuyên truyền cổ động, nay là Phó Chủ nhiệm Chính trị Quân khu 7
- 3/2017-2019, Nguyễn Túy, Đại tá nguyên Phó chủ nhiệm Chính trị QC Hải Quân (đã qua đời năm 2019)
- 2017-nay, Lê Xuân Sang, Thiếu tướng, nguyên Chính ủy BCHQS TP.Hải Phòng
- 2019-02.2020, Trịnh Văn Hùng, Đại tá, nguyên Phó Chủ nhiệm Chính trị Quân khu 4
- 02.2020- nay, Trần Ngọc Anh, Đại tá, nguyên Chính ủy Sư đoàn 301- Bộ Tư lệnh Thủ đô Hà Nội
- 2020-nay, Đỗ Thanh Phong, Thiếu tướng, nguyên Phó Chủ nhiệm Chính trị Tổng cục Hậu cần
- 12/2023-nay, Nguyễn Xuân Thủy, Thiếu tướng, nguyên Hiệu trưởng Trường Đại học Văn hóa nghệ thuật Quân đội.